# Szczelina w Łysych Skałach Trzecia
Szczelina w Łysych Skałach Trzecia – szczelina w Łysych Skałach wznoszących się w orograficznie prawych zboczach Doliny Szklarki. Pod względem geograficznym jest to obszar Wyżyny Olkuskiej wchodzący w skład Wyżyny Krakowsko-Częstochowskiej, administracyjnie znajduje się we wsi Jerzmanowice w gminie Zabierzów, w powiecie krakowskim, w województwie małopolskim.
Jest to szczelina między dwoma Łysymi Basztami. Od góry zamknięta jest zaklinowanymi skalnymi blokami znajdującymi się na dwóch poziomach. Zamknięcie to nie jest szczelne i miejscami prześwituje światło. Szczelina ma szerokość 0,5 m i wysokość do 3,5 m. Oberwane ze stropy skalne bloki utworzyły na jej dnie progi.
Szczelina powstała w wapieniach późnej jury. Namulisko składa się z oberwanych skał, drobniejszego gruzu i gleby. Na ścianach są wżery, otworki, ospa krasowa, a miejscami nacieki w postaci grzybków naciekowych i skonsolidowanego mleka wapiennego. Szczelina jest przewiewna, widna i poddana wpływom środowiska zewnętrznego. W lepiej naświetlonych miejscach przy otworach na ścianach szczeliny rozwijają się glony, mchy i porosty. W szczelinie występują pająki z rodzaju Meta i ślimaki.
Szczelina nie była wzmiankowana w literaturze. Po raz pierwszy opisała ją Izabella Luty. Ona też w maju 2015 r. sporządziła jej plan.

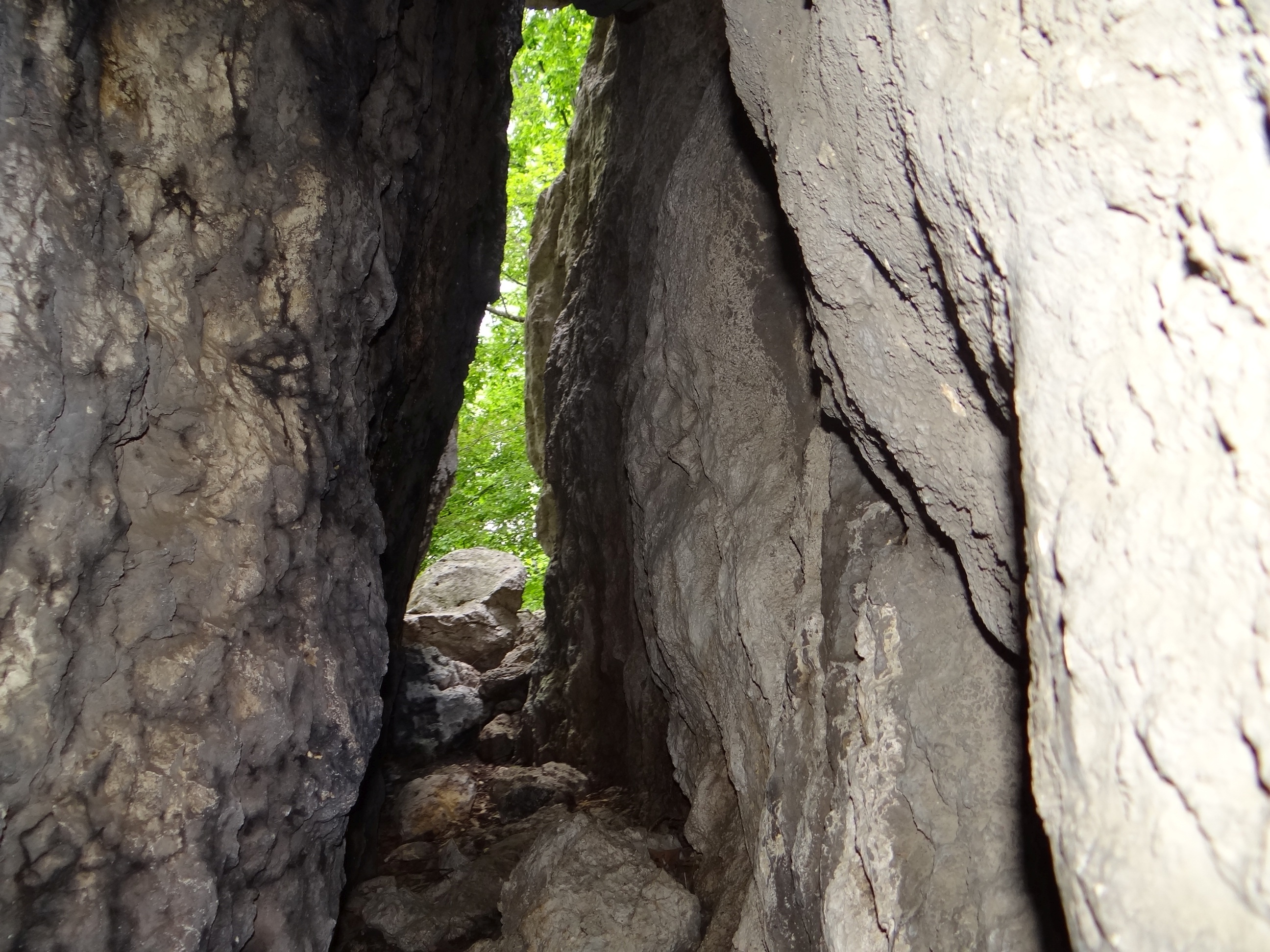
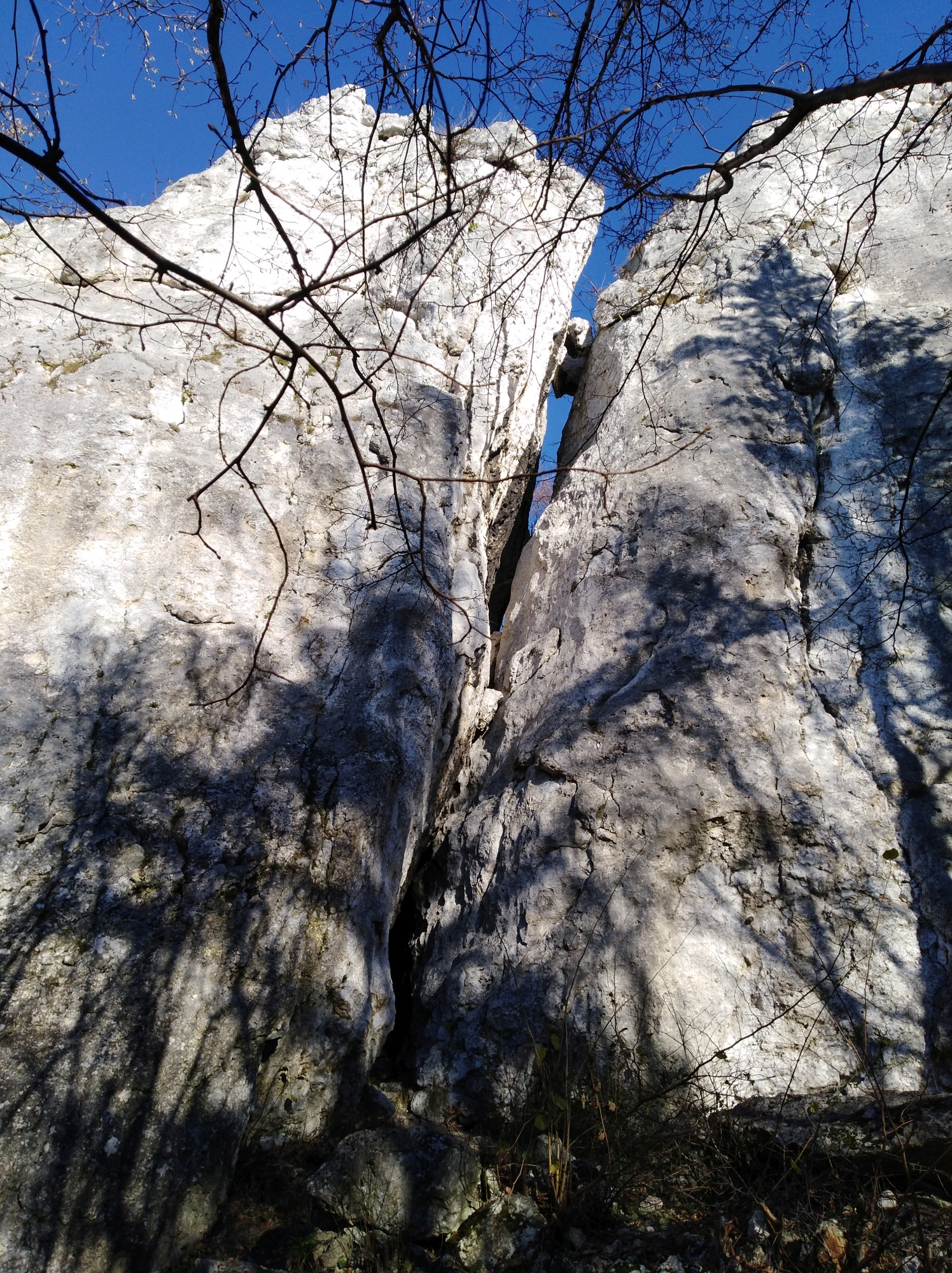
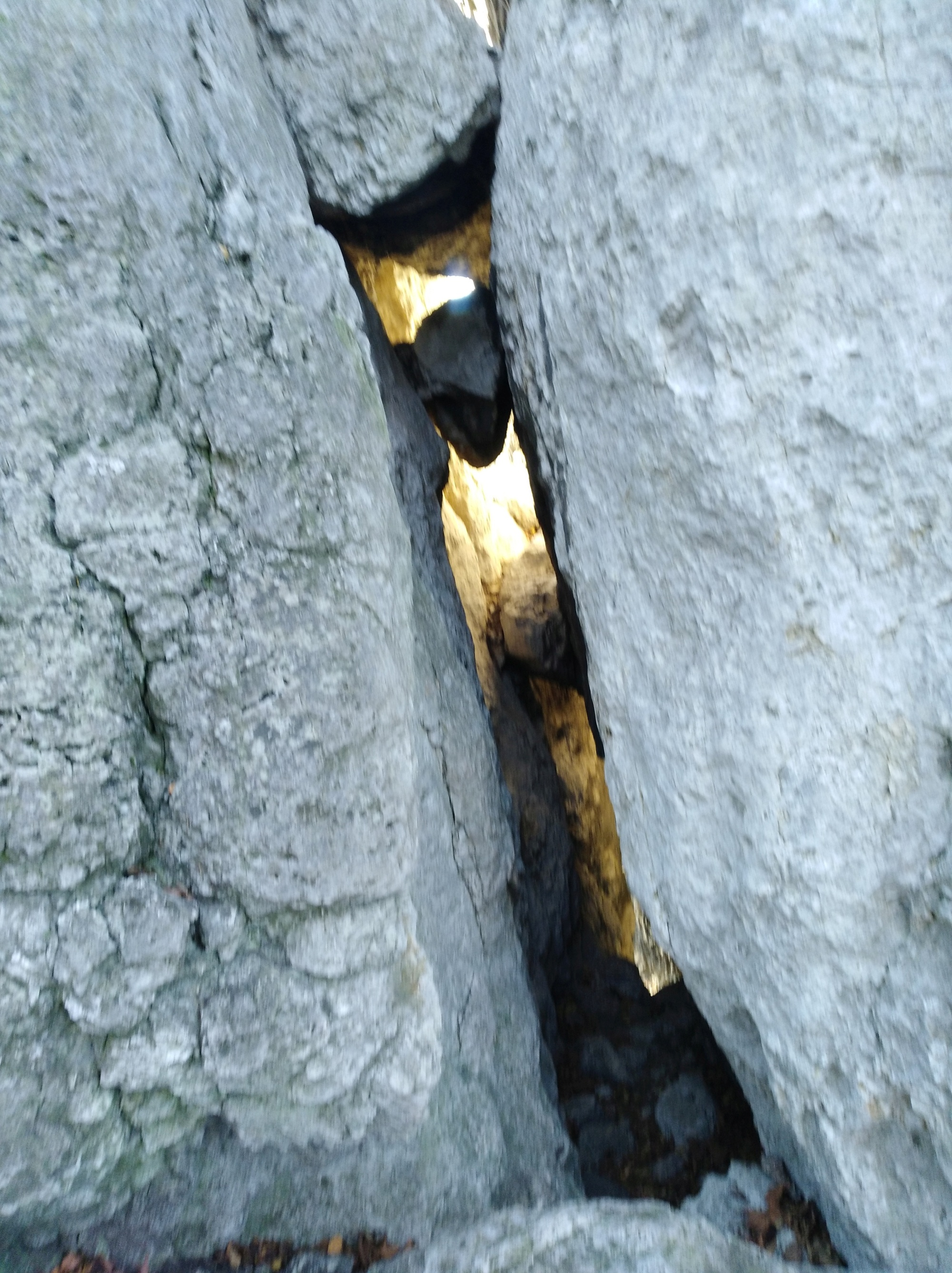
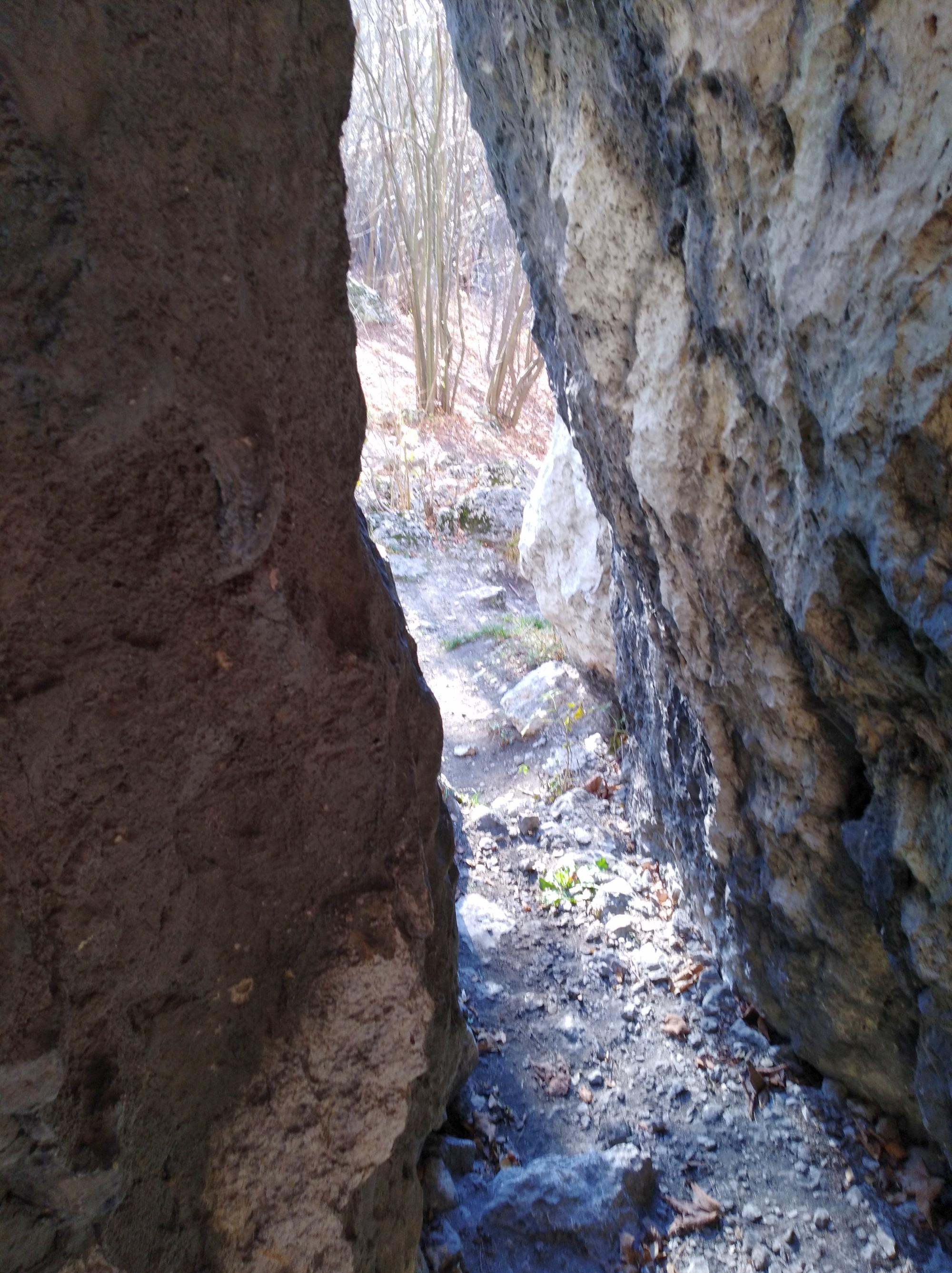